# Sulajmán
Sulajmán (?674 – 22. září 717), celým jménem Sulajmán ibn Abdulmalik, byl arabský chalífa z rodu Umajjovců vládnoucí v letech 715–717. Byl mladším bratrem chalífy al-Valída. Za jeho vlády vyvrcholila arabská expanze velkým útokem na centrum Byzantské říše Konstantinopol.

## Chalífa
Sulajmán byl v soukromí údajně rozmařilý, milovník dobrého jídla a žen. Navenek však projevoval zbožnost a vystupoval proti nevázanému způsobu života. Jako člen vládnoucí dynastie byl původně správcem v Palestině. Na základě nástupnického řádu vytvořeného jeho otcem Abdulmalikem se stal nástupcem svého bratra al-Valída na jaře 715.
Arabové za Sulajmánovy vlády pokračovali v útocích přes hranice chalífátu. Na západě došlo ke konsolidaci umajjovské moci na Pyrenejském poloostrově a místní správci zahájili útoky do Akvitánie a Septimánie ve Francii.  Na východě pokračovaly útoky ve středoasijském prostoru, vojevůdce Jazíd ibn Muhallab vpadl do Tabaristánu,  který byl po roce 716 dobyt.

## Útok na Konstantinopol
Jedním z největších a historicky nejvýznamnějších podniků vlády Sulajmána bylo druhé obležení Konstantinopole v letech 717–718. Jednalo se o kombinovaný námořní i pozemní útok, který vedl chalífův bratr Maslama, jeden z nejschopnějších vojevůdců.
Byzantská říše byla zasažena vleklou vnitropolitickou krizí, při které se na trůně vystřídalo několik císařů (Justinián II., Anastasius II., Theodosius III.). Roku 716 podnikli muslimové útok do Malé Asie a pronikli do Pergama. Maslama pak následujícího roku na počátku jara překročil Helespont, vstoupil s vojskem na evropskou půdu a oblehl Konstantinopol po souši. Zároveň připlulo arabské loďstvo, které město zablokovalo na moři.
V Konstantinopoli se však převratem zmocnil trůnu Lev III. Syrský. Ten energicky řídil obranu a útoky se podařilo odrazit, navíc se byzantský císař spojil s bulharským chánem Tervelem. Obležení trvající třináct měsíců nakonec skončilo neúspěšně díky kruté zimě, protiútokům Byzantinců využívajících tzv. řecký oheň a útoku Bulharů, kteří zvítězili nad Araby v bitvě u Adrianopole.
Arabové se tak za velkých ztrát museli stáhnout, přičemž ztratili téměř všechny lodě.

## Smrt a otázka nástupnictví
Chalífa Sulajmán, který nikdy neměl rád Damašek, pobýval raději v palestinské Ramle či v severosyrském Dábiku, ten byl výchozím bodem jeho výpravy ke Konstantinopoli a pravidelných každoročních nájezdů do Malé Asie. Při jednom z těchto tažení chalífa náhle zemřel.
Jeho nástupcem se měl původně stát jeho vlastní syn, který ale roku 716 zemřel. Sulajmán pak porušil nástupnický řád stanovený Abdulmalikem a za následujícího chalífu určil svého bratrance Umara.